# کوزلو
کوزلو (به ترکی استانبولی: Kozlu) شهری است در کشور ترکیه که در استان زنگولداغ واقع شده‌است. جمعیت این شهر بر اساس سرشماری سال ۲۰۰۸ میلادی ۳۴٬۱۸۲ نفر و بر اساس برآوردهای سال ۲۰۰۹ میلادی ۳۳٬۲۳۲ نفر می‌باشد.